# Државе чланице Европске уније
Европска унија (ЕУ) се састоји од 27 држава чланица. Свака држава чланица је странка оснивачких уговора Уније и тиме подлеже привилегијама и обавезама чланства. За разлику од чланова већине међународних организација, државе чланице Европске уније подлежу обавезујућим законима у замену за заступање у оквиру заједничких законодавних и судских установа. Земље чланице морају се једногласно сложити да би Европска унија усвојила политике одбране и спољашње политике. Субсидијарност је основни принцип Европске уније.
Године 1957, шест држава основало је претходника Европске уније, Европску економску заједницу (Белгија, Француска, Италија, Луксембург, Холандија и Западна Немачка). Преостале државе су приступиле следећим проширењима. Дана 1. јула 2013, Хрватска је постала најновија држава чланица Европске уније. Да би приступила, држава мора испунити економске и политичке захтеве познате као критеријум из Копенхагена, који захтевају од кандидата да има демократску владу слободног тржишта заједно са одговарајућим слободама и установама, и поштовање владавине права. Проширење уније је такође условљено сагласношћу свих постојећих чланова и кандидатским усвајањем постојећег закона Европске уније, познатог као правна стечевина.
Постоји диспаритет у величини, богатству и политичком систему држава чланица, али сви имају де жур једнака права. У пракси, неке државе су знатно привлачније од других. Док се у неким областима врши већинско гласање тамо где веће државе имају више гласова од мањих, мање државе имају диспропорционалну заступљеност у односу на њихово становништво. Ниједна држава чланица није повукла чланство или је била суспендована из Европске уније, мада су неке од зависних територија или полуаутономне области напустиле унију. У јуну 2016. године Уједињено Краљевство је одржало референдум о чланству у Европској унији, што је резултирало са 51,89% гласова за напуштање. Премијерка Тереза Меј се 29. марта 2017. године позвала на члан 50 да формално започне поступак изласка, а Уједињено Краљевство је званично напустило Европску унију 31. јануара 2020. године.

## Списак
| Држава      | Изворно име                     | Грб                 | Застава         | Главни град | Приступање | Становништво | Површина (km²) | БДП (Милиони долара) | БДП по глави становника (по паритету куповне моћи) | Валута  | Џини | ИХР   | Савет гласова | ЕП седишта | Језици                         |
| ----------- | ------------------------------- | ------------------- | --------------- | ----------- | ---------- | ------------ | -------------- | -------------------- | -------------------------------------------------- | ------- | ---- | ----- | ------------- | ---------- | ------------------------------ |
| Аустрија    | Österreich                      | Austria             | Аустрија        | Беч         | 1995       | 8.792.500    | 83.855         | 437.582              | 47,726                                             | евро    | 291  | 0.885 | 10            | 18         | немачки                        |
| Белгија     | België Belgique Belgien         | Belgium             | Белгија         | Брисел      | Оснивач    | 11.365.834   | 30.528         | 534.230              | 45,003                                             | евро    | 330  | 0.890 | 12            | 21         | холандски француски немачки    |
| Бугарска    | България (Bǎlgariya)            | Bulgaria            | Бугарска        | Софија      | 2007       | 7.101.859    | 110.994        | 55.824               | 20,355                                             | евро    | 292  | 0.782 | 10            | 17         | бугарски                       |
| Хрватска    | Hrvatska                        | Croatia             | Хрватска        | Загреб      | 2013       | 4.154.213    | 56.594         | 57.073               | 22,937                                             | евро    | 29   | 0.818 | 7             | 11         | хрватски                       |
| Кипар       | Κύπρος (Kípros) Kıbrıs          | Cyprus              | Кипар           | Никозија    | 2004       | 854.802      | 9.251          | 23.263               | 34,961                                             | евро    | 312  | 0.850 | 4             | 6          | грчки турски                   |
| Чешка       | Česko                           | Czech Republic      | Чешка           | Праг        | 2004       | 10.467.628   | 78.866         | 205.270              | 33,529                                             | круна   | 258  | 0.870 | 12            | 21         | чешки                          |
| Данска      | Danmark                         | Denmark             | Данска          | Копенхаген  | 1973       | 5.743.947    | 43.075         | 342.362              | 48,230                                             | круна   | 247  | 0.923 | 7             | 13         | дански                         |
| Естонија    | Eesti                           | Estonia             | Естонија        | Талин       | 2004       | 1.315.635    | 45.227         | 26.506               | 29,685                                             | евро    | 360  | 0.861 | 4             | 6          | естонски                       |
| Финска      | Suomi Finland                   | Finland             | Финска          | Хелсинки    | 1995       | 5.577.282    | 338.424        | 272.649              | 42,261                                             | евро    | 269  | 0.883 | 7             | 13         | фински шведски                 |
| Француска   | France                          | France              | Француска       | Париз       | Оснивач    | 67.024.633   | 632.833        | 2.833.687            | 42,336                                             | евро    | 327  | 0.888 | 29            | 74         | француски                      |
| Немачка     | Deutschland                     | Germany             | Њемачка         | Берлин      | Оснивач    | 82.437.641   | 357.021        | 3.874.437            | 48,449                                             | евро    | 283  | 0.916 | 29            | 96         | немачки                        |
| Грчка       | Ελλάδα (Elláda)                 | Greece              | Грчка           | Атина       | 1981       | 10.757.293   | 131.990        | 237.970              | 26,829                                             | евро    | 343  | 0.865 | 12            | 21         | грчки                          |
| Мађарска    | Magyarország                    | Hungary             | Мађарска        | Будимпешта  | 2004       | 9.797.561    | 93.030         | 136.989              | 27,475                                             | форинта | 300  | 0.828 | 12            | 21         | мађарски                       |
| Ирска       | Éire Ireland                    | Republic of Ireland | Република Ирска | Даблин      | 1973       | 4.774.833    | 70.273         | 250.814              | 69,276                                             | евро    | 343  | 0.916 | 7             | 11         | ирски енглески                 |
| Италија     | Italia                          | Italy               | Италија         | Рим         | Оснивач    | 61.219.113   | 301.338        | 2.147.744            | 36,823                                             | евро    | 360  | 0.873 | 29            | 73         | италијански                    |
| Летонија    | Latvija                         | Latvia              | Летонија        | Рига        | 2004       | 1.950.116    | 64.589         | 31.972               | 25,702                                             | евро    | 357  | 0.819 | 4             | 8          | летонски                       |
| Литванија   | Lietuva                         | Lithuania           | Литванија       | Вилњус      | 2004       | 2.847.904    | 65.200         | 48.288               | 29,972                                             | евро    | 358  | 0.839 | 7             | 11         | литвански                      |
| Луксембург  | Luxembourg Luxemburg Lëtzebuerg | Luxembourg          | Луксембург      | Луксембург  | Оснивач    | 589.370      | 25.864         | 65.683               | 105,741                                            | евро    | 308  | 0.892 | 4             | 6          | француски немачки луксембуршки |
| Малта       | Malta                           | Malta               | Малта           | Валета      | 2004       | 440.433      | 316            | 10.514               | 39,878                                             | евро    | 258  | 0.839 | 3             | 6          | малтешки енглески              |
| Холандија   | Nederland                       | Netherlands         | Холандија       | Амстердам   | Оснивач    | 17.220.721   | 41.543         | 880.716              | 51,249                                             | евро    | 309  | 0.922 | 13            | 26         | холандски                      |
| Пољска      | Polska                          | Poland              | Пољска          | Варшава     | 2004       | 37.972.964   | 312.685        | 547.894              | 27,690                                             | злот    | 349  | 0.843 | 27            | 51         | пољски                         |
| Португалија | Portugal                        | Portugal            | Португалија     | Лисабон     | 1986       | 10.309.573   | 92.390         | 229.948              | 28,916                                             | евро    | 385  | 0.830 | 12            | 21         | португалски                    |
| Румунија    | România                         | Romania             | Румунија        | Букурешт    | 2007       | 19.638.309   | 238.391        | 199.093              | 22,349                                             | леј     | 315  | 0.793 | 14            | 32         | румунски                       |
| Словачка    | Slovensko                       | Slovakia            | Словачка        | Братислава  | 2004       | 5.435.343    | 49.035         | 99.869               | 31,331                                             | евро    | 258  | 0.844 | 7             | 13         | словачки                       |
| Словенија   | Slovenija                       | Slovenia            | Словенија       | Љубљана     | 2004       | 2.065.895    | 20.273         | 49.570               | 32,216                                             | евро    | 312  | 0.880 | 4             | 8          | словеначки                     |
| Шпанија     | España                          | Spain               | Шпанија         | Мадрид      | 1986       | 46.528.966   | 504.030        | 1.406.538            | 36,347                                             | евро    | 320  | 0.876 | 27            | 54         | шпански                        |
| Шведска     | Sverige                         | Sweden              | Шведска         | Стокхолм    | 1995       | 10.080.000   | 449.964        | 570.591              | 49,759                                             | круна   | 250  | 0.907 | 10            | 20         | шведски                        |

Напомене
1. ↑  Турски језик није званичан језик Европске уније.
2. ↑  Званично признати мањински језици:   - словачки
  - немачки
  - пољски
  - белоруски
  - бугарски
  - хрватски
  - грчки
  - мађарски
  - румунски
  - руски
  - русински
  - српски
  - украјински
  - вијетнамски
3. ↑  Октобра 1990, конститутивне државе бивше Немачке Демократске Републике приступиле су Савезној Републици Немачкој, аутоматски постајући део ЕУ.
4. ↑  Луксембуршки језик није званичан језик Европске уније.

## Проширење
Европска унија је приоритизовала чланство остатка Западног Балкана; Албанија, Босна и Херцеговина, Северна Македонија, Црна Гора, Србија и Турска су све званично признате као кандидати, док је Република Косово потенцијални кандидат. Турско чланство, које је у току од осамдесетих година прошлог века, представља спорно питање.
Поред кипарског спора као дугогодишње препреке, односи између Европске уније и Турске су напети након неколико инцидената, углавном због покушаја државног удара 2016, уставног референдума 2017 и резултати Чистке у Турској 2016/17. Све то је довело до тога да Европски парламент затражи обуставу преговора о чланству.